# National seashore

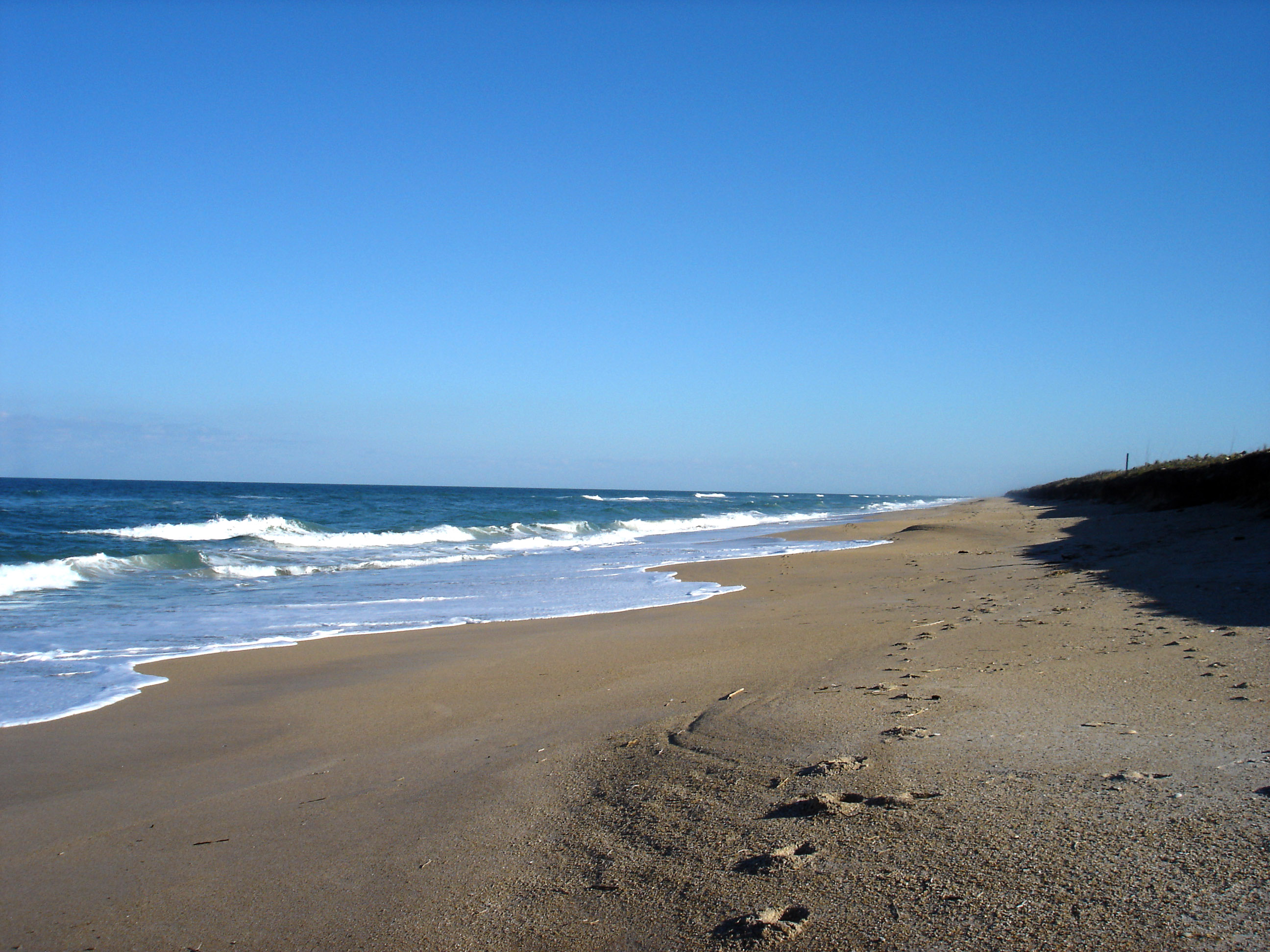
Scorcio del Canaveral National Seashore.

Con il termine national seashore, negli Stati Uniti, vengono indicate alcune aree costiere destinate dal governo federale ad usi ricreativi da parte del pubblico. Il primo national seashore è stato quello di Cape Hatteras, nella Carolina del Nord, istituito nel 1953. Da allora ad esso se ne sono aggiunti altri, quelli di Cape Cod (Massachusetts), di Padre Island (Texas), di Point Reyes (California), di Fire Island (stato di New York), di Assateague Island (Maryland e Virginia), di Cape Lookout (Carolina del Nord), delle Gulf Islands (Florida e Mississippi), di Canaveral (Florida) e di Cumberland Island (Georgia). Tali aree sono rinomate soprattutto per le spiagge, gli uccelli acquatici e altre creature selvatiche, e la pesca.